# Capitole de l'État du Wisconsin
Le Capitole de l'État du Wisconsin (en anglais : Wisconsin State Capitol), situé à Madison, héberge les deux chambres de la législature du Wisconsin ainsi que la Cour Suprême du Wisconsin (en) et le Bureau du Gouverneur. Achevé en 1917, le bâtiment est le cinquième à servir de Capitole pour le Wisconsin depuis la législature territoriale convoquée en 1836 et le troisième depuis que le Wisconsin est devenu un État américain en 1848. Les rues entourant le bâtiment forment le Capitol Square. Le Capitole du Wisconsin est le plus haut bâtiment de Madison.

## Histoire

### Premier Capitole
Le premier Capitole était un préfabriqué en bois sans chauffage ni eau envoyé rapidement à Belmont. Les législateurs s'y sont réunis 45 jours après que Belmont ait été désigné capitale du Territoire du Wisconsin. La session choisit Madison comme site du Capitole, et Burlington (Iowa) comme site des prochaines sessions législatives tant que Madison ne sera pas prêt. La maison du conseil et un centre d'hébergement associé existent toujours et sont gérés par la Wisconsin Historical Society comme le First Capitol Historic Site (en).

### Deuxième Capitole
Le deuxième Capitole est construit en 1837 à Madison avec des pierres extraites de Maple Bluff et du chêne coupé localement. Localisé sur le site de l'actuel Capitole, le bâtiment était petit et a coûté 6 000 US$.

### Troisième Capitole

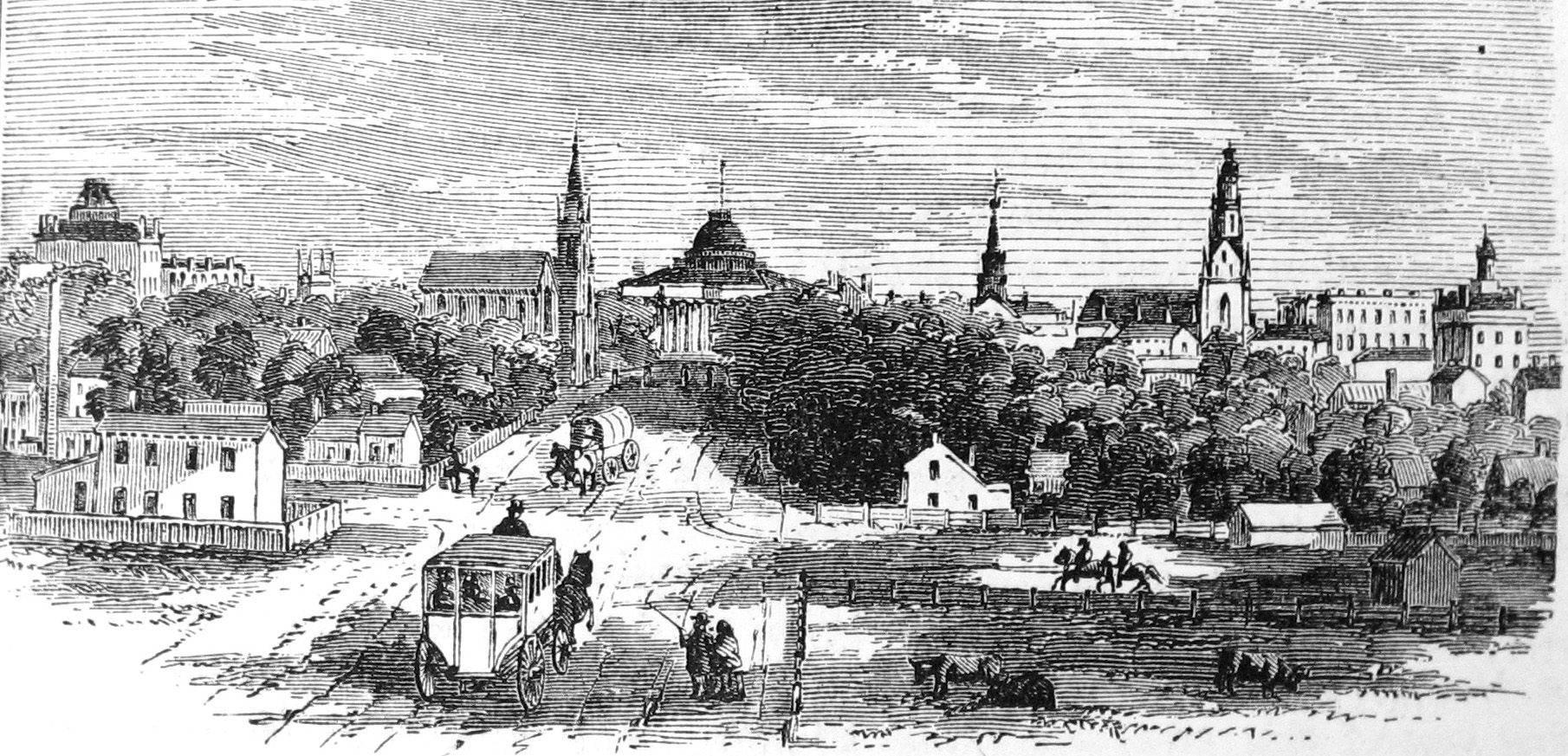
Vue du centre ville et de l'ancien Capitole depuis Washington Street, 1865.

Quartier du Capitole (entre 1880 et 1899)

Le gouvernement croissant force l'État à construire un nouveau Capitole également sur le site actuel. Cette structure, avec un dôme similaire à celui du Capitole des États-Unis est construit entre 1857 et 1869. En 1882 il est agrandi pour un coût de 900 000 US$ avec deux ailes au nord et au sud. Cependant en 1903 une commission travaille à son remplacement.

### Incendie de 1904

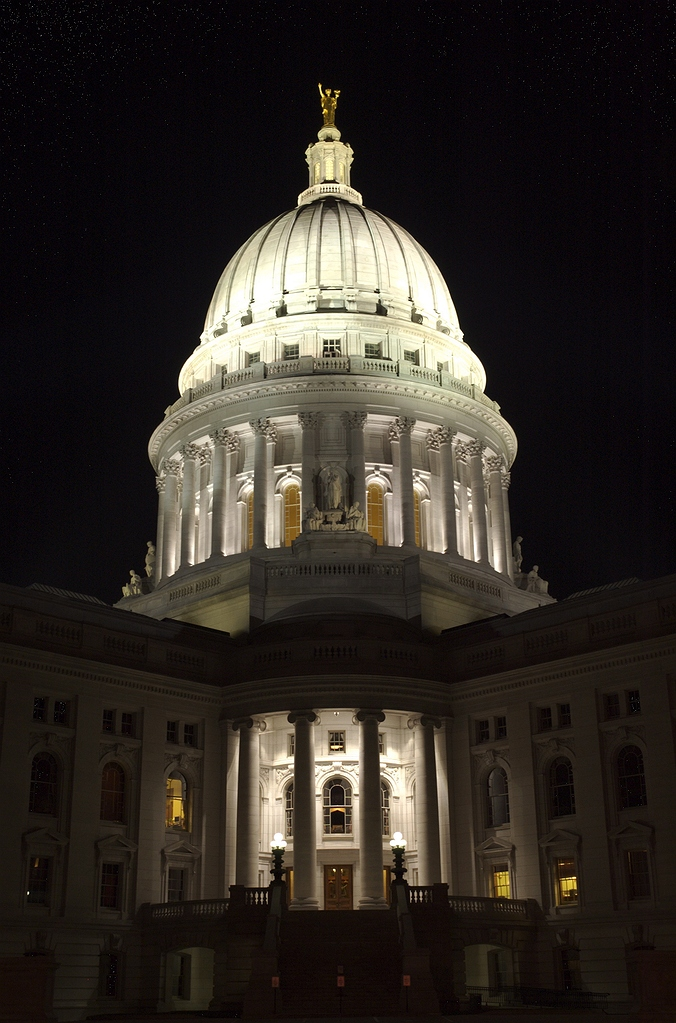
Le Capitole de nuit

Dans la nuit du 26 février 1904, un jet de gaz enflamme un plafond nouvellement vernis. Bien que le bâtiment ait un système d'extinction d'incendie de pointe, le réservoir proche de l'université du Wisconsin à Madison qui fournit le Capitole est vide, ce qui fait que le feu s'étend rapidement avant que les réserves d'eau de la ville ne soient disponibles. Les pompiers de Madison ne peuvent gérer seuls l'incendie, des hommes et des équipements doivent être amenés de Milwaukee. L'efficacité des renforts est entravée par les températures très froides ; le temps qu'ils arrivent à Madison leur équipement avait gelé. Comme conséquence tout le bâtiment a brûlé excepté l'aile nord. De nombreux documents, livres et objets historiques ont disparu dont Old Abe (en), une mascotte de la guerre de Sécession. Cependant, grâce aux efforts d'étudiants, la State Law Library est sauvée. Le feu se déclare cinq semaines après que l'État ait voté l'annulation de l'assurance incendie du Capitole.

### Bâtiment actuel
La construction de l’actuel Capitole, le troisième situé à Madison, commence fin 1906 et est terminé en 1917 pour un coût de 7 250 000 US$. L'architecte est George B. Post & Sons de New York. À cause de contraintes financières et d'un besoin immédiat de locaux, la construction s'étend sur plusieurs années avec l'ajout d'ailes les unes après les autres

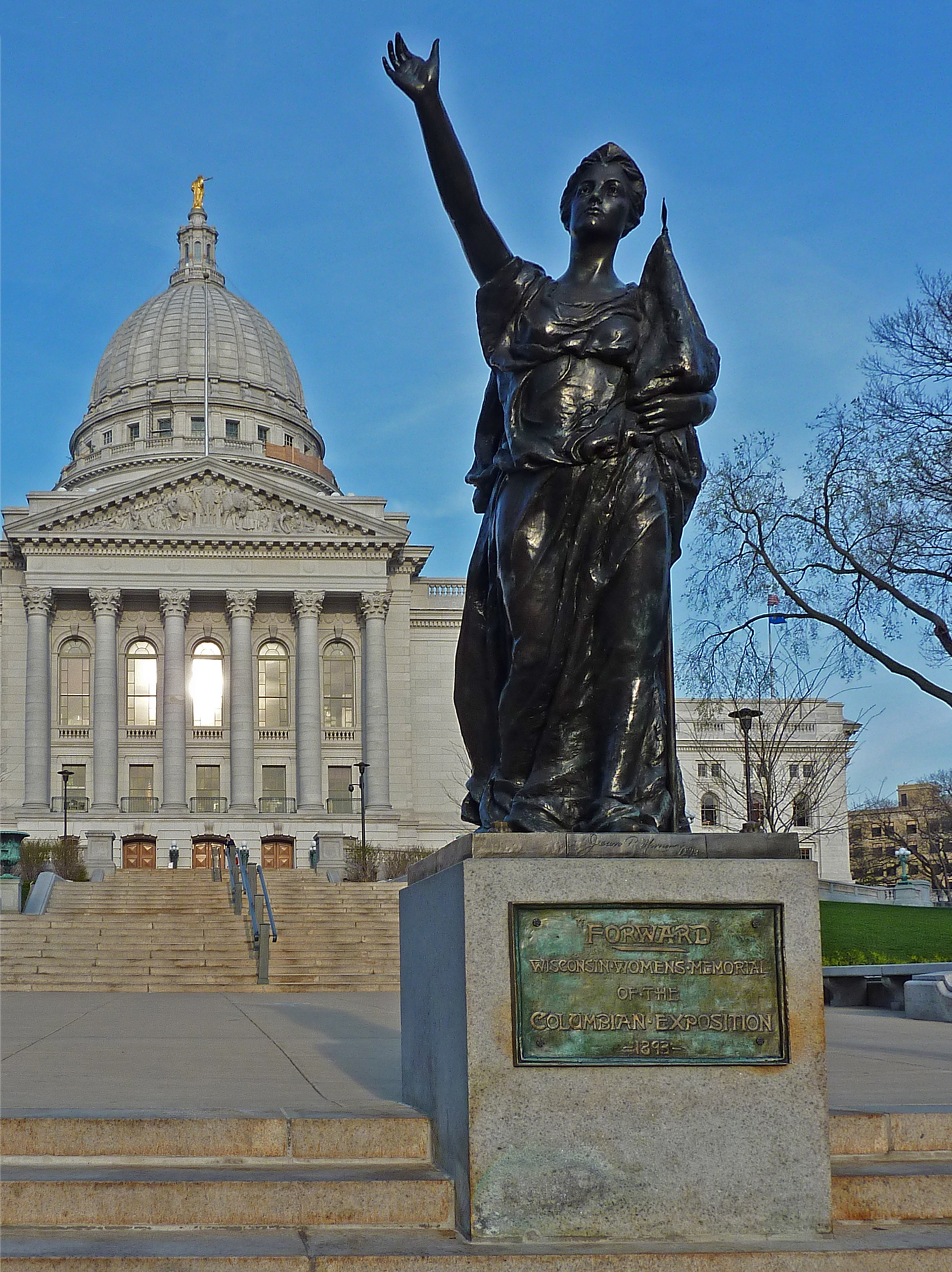
Forward par Jean P. Miner

Le Capitole fait 86,69 m de haut, entre le sol et le haut de la statue du dôme, une hauteur inférieure de 0,9 m à celle du Capitole des États-Unis à Washington.
La statue Wisconsin (en) du dôme est sculpté en 1920 par Daniel Chester French de New York. Sa main gauche porte un globe avec un aigle dessus et son bras droit est tendu pour symboliser la devise de l’État « Forward » (« en avant »). La statue porte un casque avec l'animal de l'État, le blaireau, dessus. Elle est creuse en bronze couvert de feuilles d'or.
La statue fait 4,7 m de haut pour un poids de 3 t. La statue est souvent nommée par erreur « Lady Forward » ou « Miss Forward », qui est le nom d'une autre statue du Capitole.
Le Capitole est construit avec 46 types de pierres provenant de six pays et huit États différents. La pierre extérieure est du granite de Bethel White du Vermont, faisant du dôme extérieur le plus grand dôme de granite au monde. La rotonde est de marbre grec, algérien, et italien et français avec du calcaire du Minnesota, de la syénite de Norvège (Labradorite) et du granite rouge de Waupaca (Wisconsin). D'autres granites du Wisconsin sont utilisés pour le sol des couloirs publics du rez-de-chaussée et des premiers et deuxièmes étages.
Le bâtiment est classé National Historic Landmark en 2001. Une loi de l'État de 1990 interdit à des bâtiments situés dans un rayon de 1 mile (1,6 km) du Capitole d'être plus hauts que les colonnes entourant et supportant le dôme

## Galerie d'images

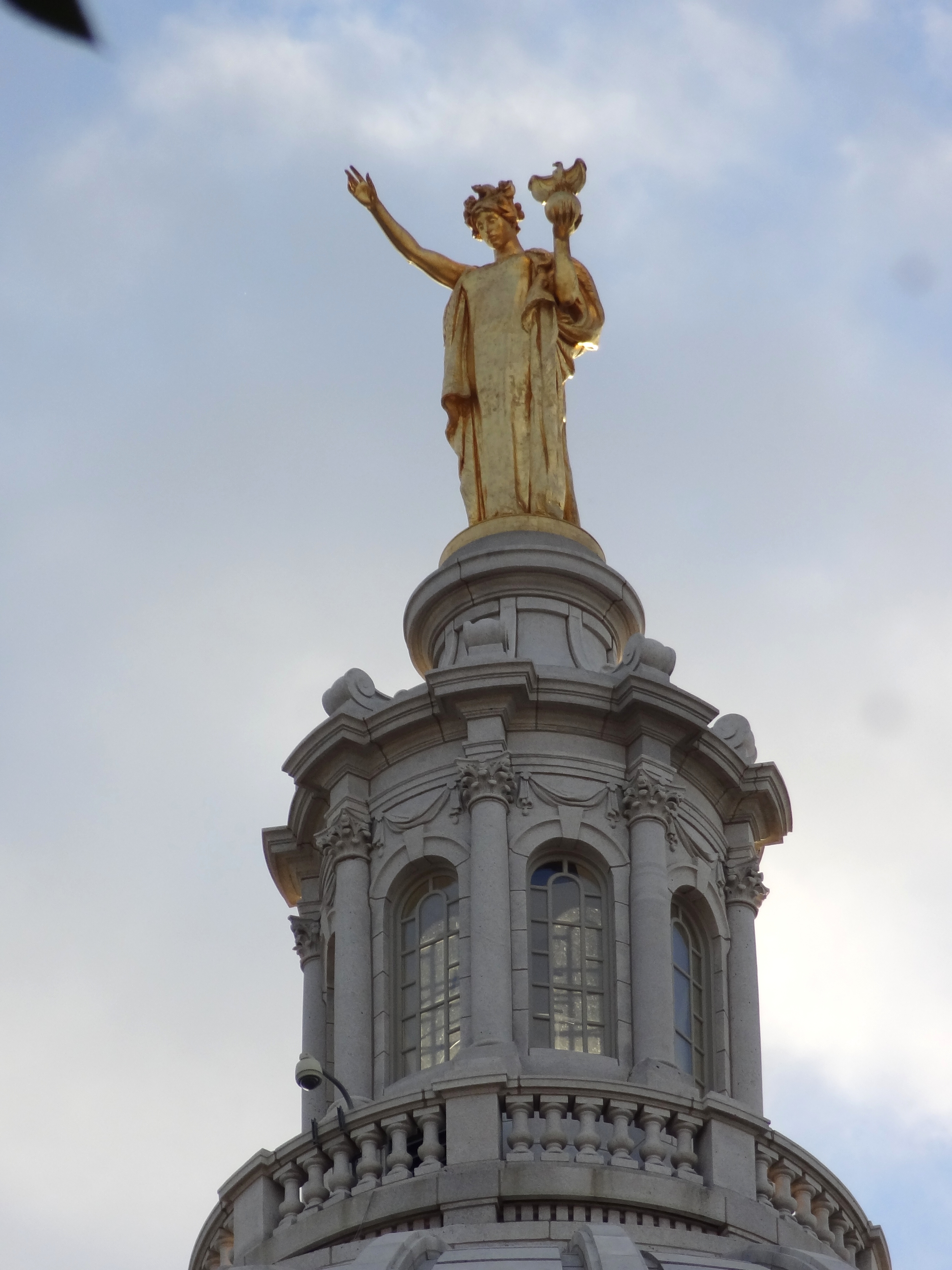
Statue Wisconsin (en) par Daniel Chester French
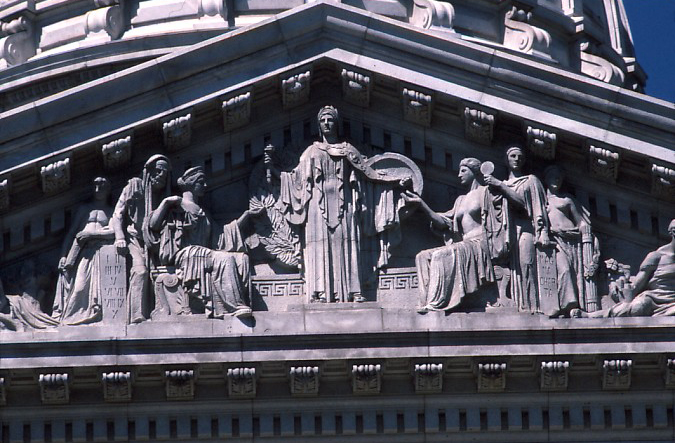
Fronton Est par Bitter
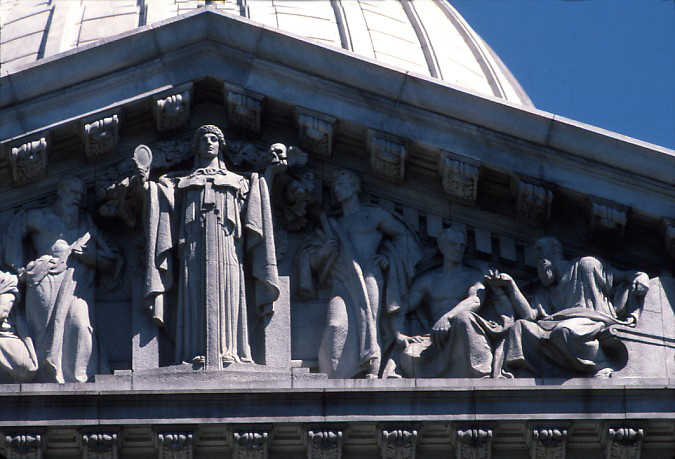
Fronton Sud par Weinman
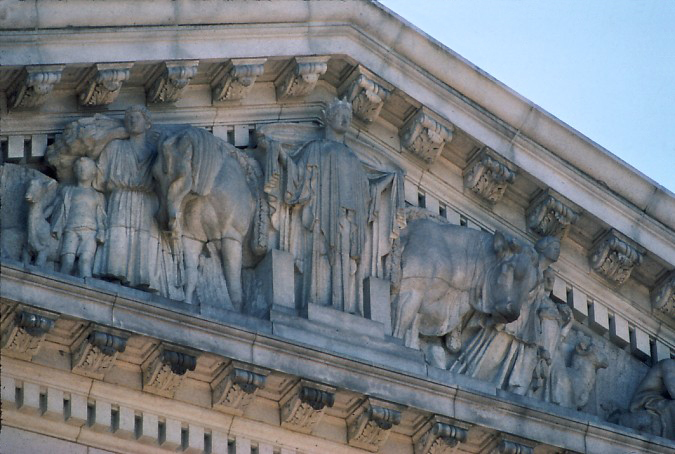
Fronton Ouest par Bitter
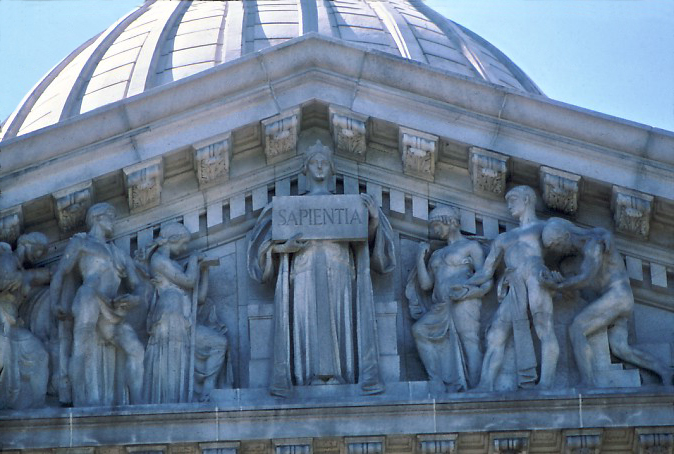
Fronton Nord par Piccirilli (en)
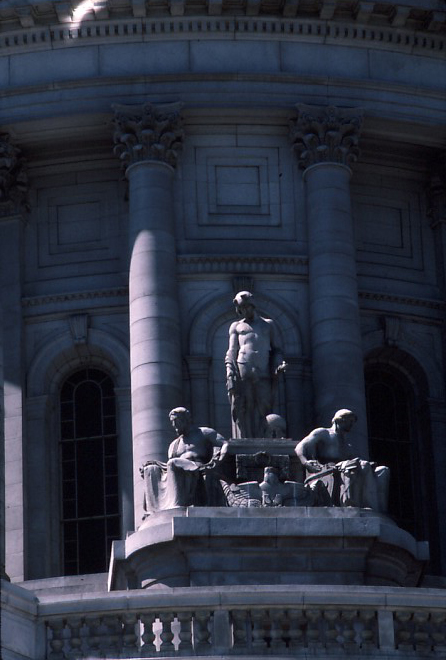
Knowledge (savoir), groupe NE, Bitter
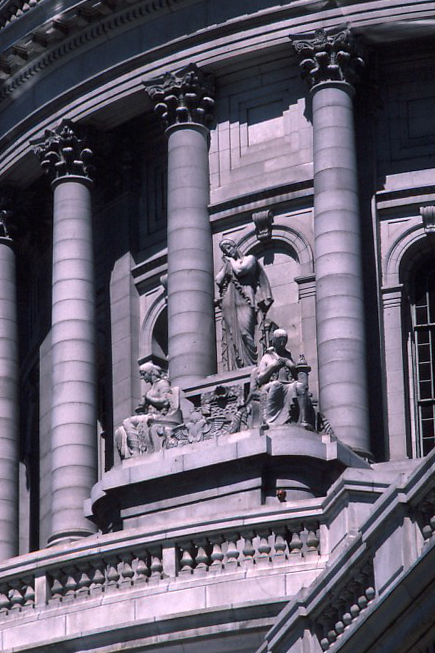
Faith (foi), groupe SE, Bitter
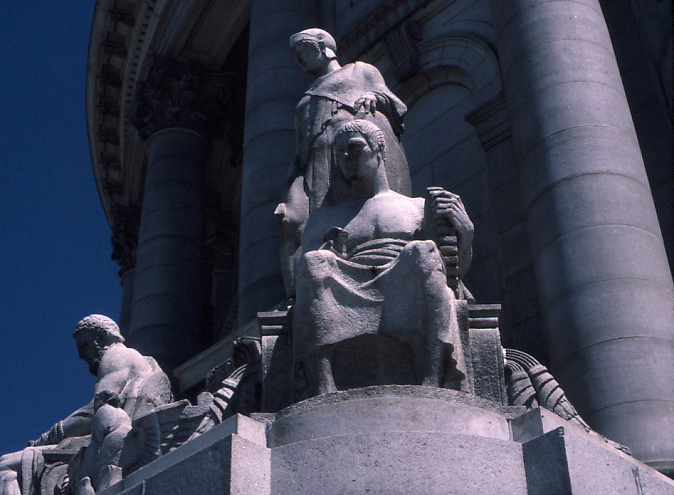
Strength (force), groupe SW, Bitter
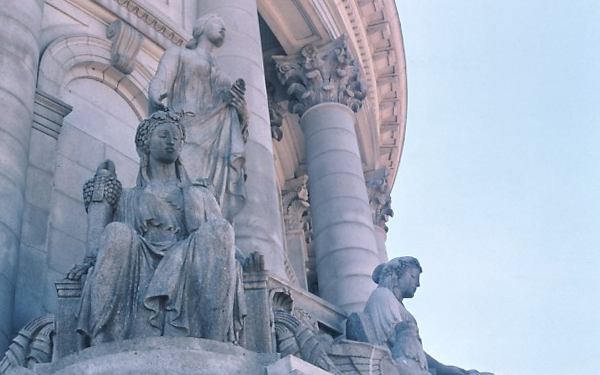
Prosperity and Abundance (prospérité et abondance), Faith NW, Bitter
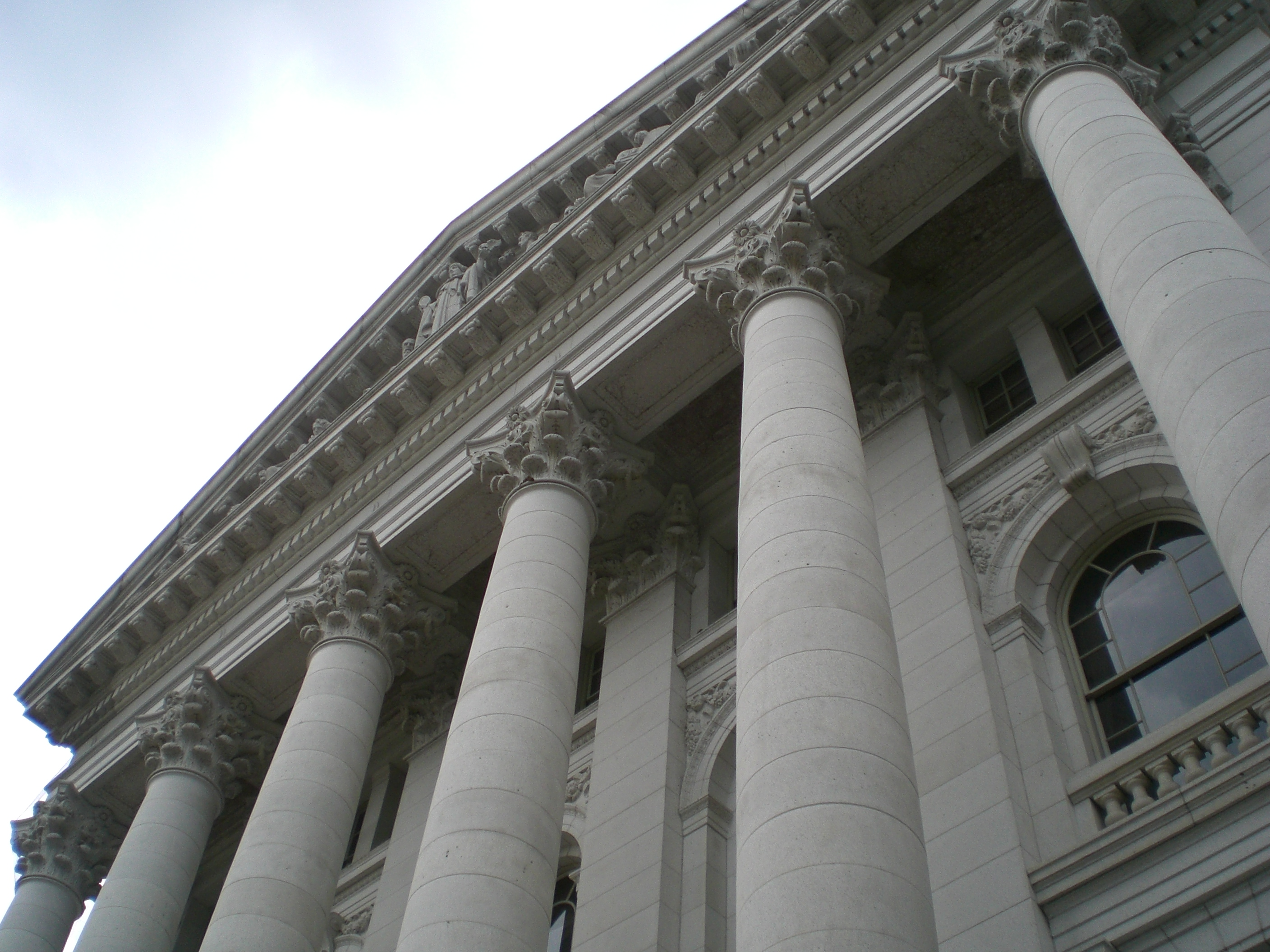
Colonnes de la façade sud
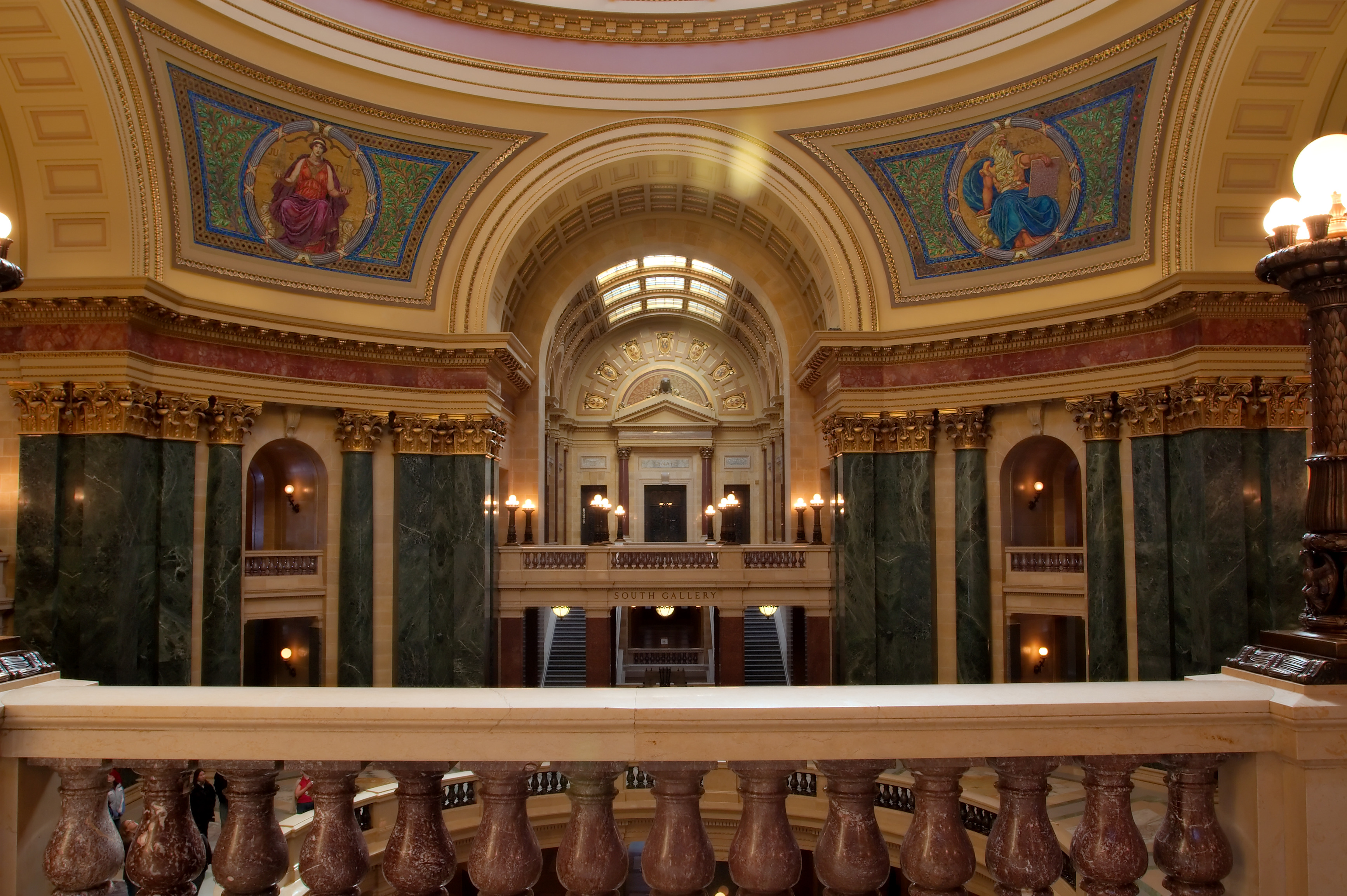
Sous le dôme
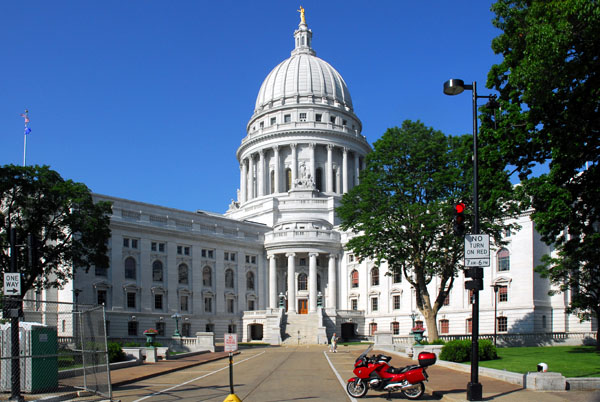
Entrée sud-est
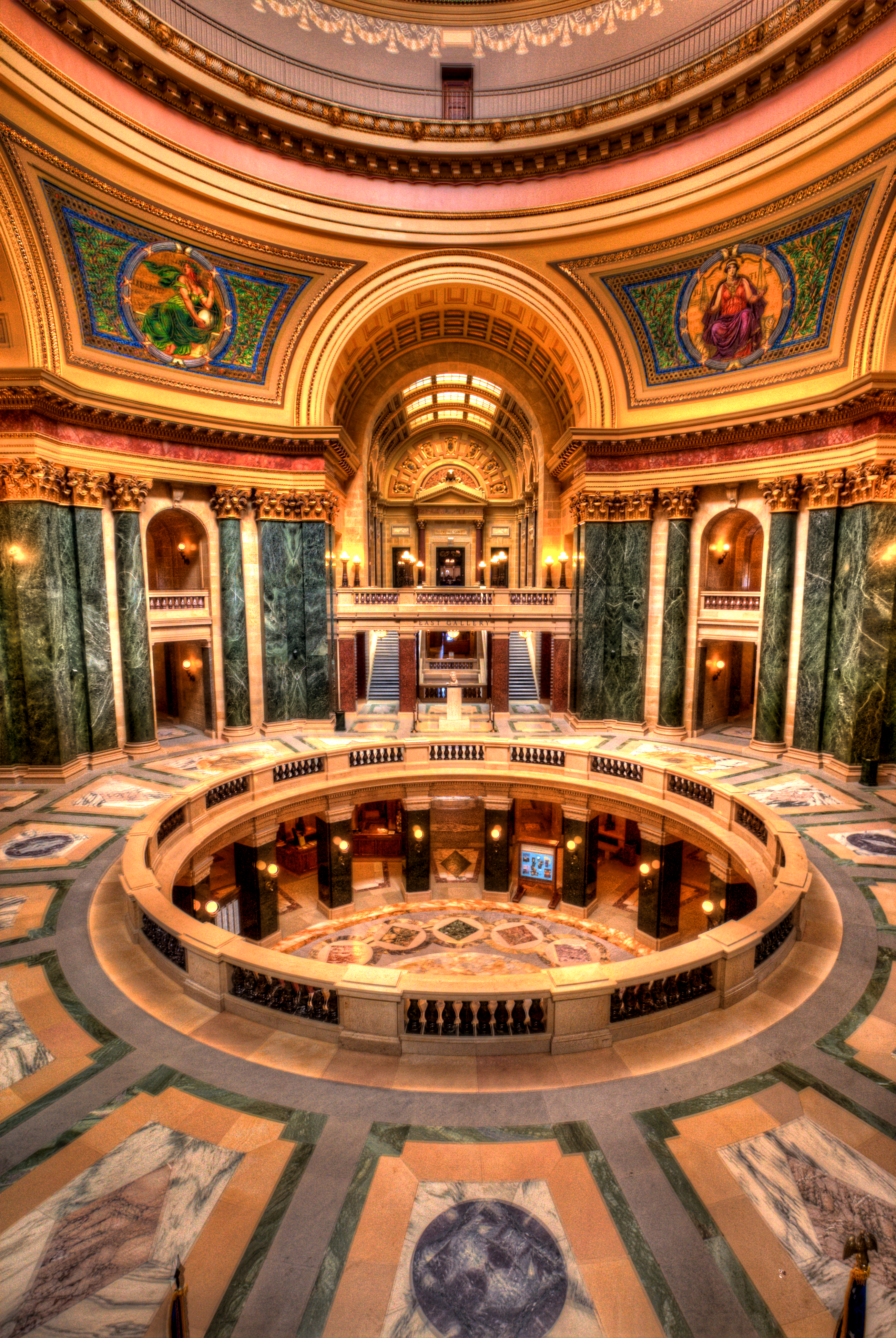
Sol de la rotonde
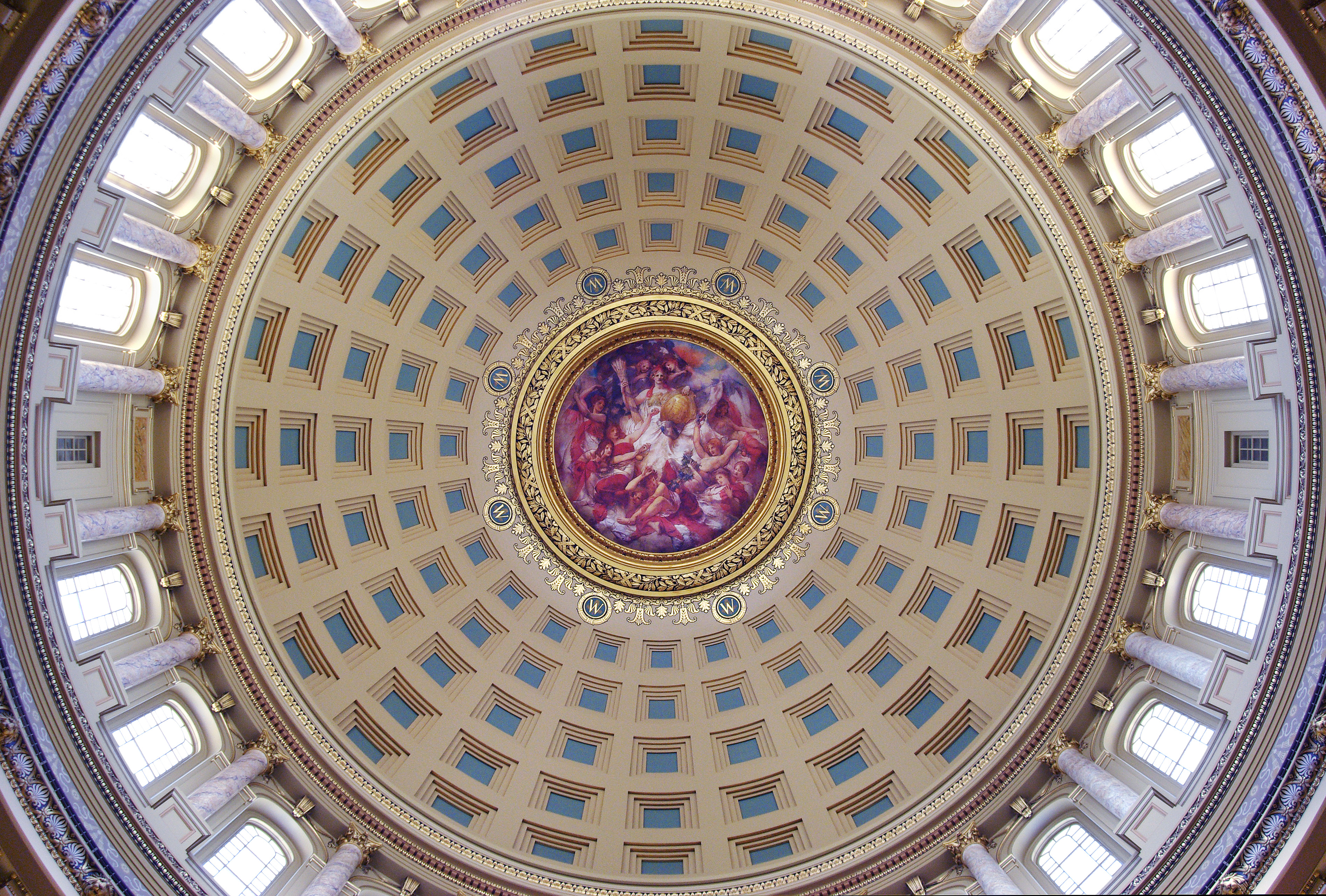
Intérieur du dôme
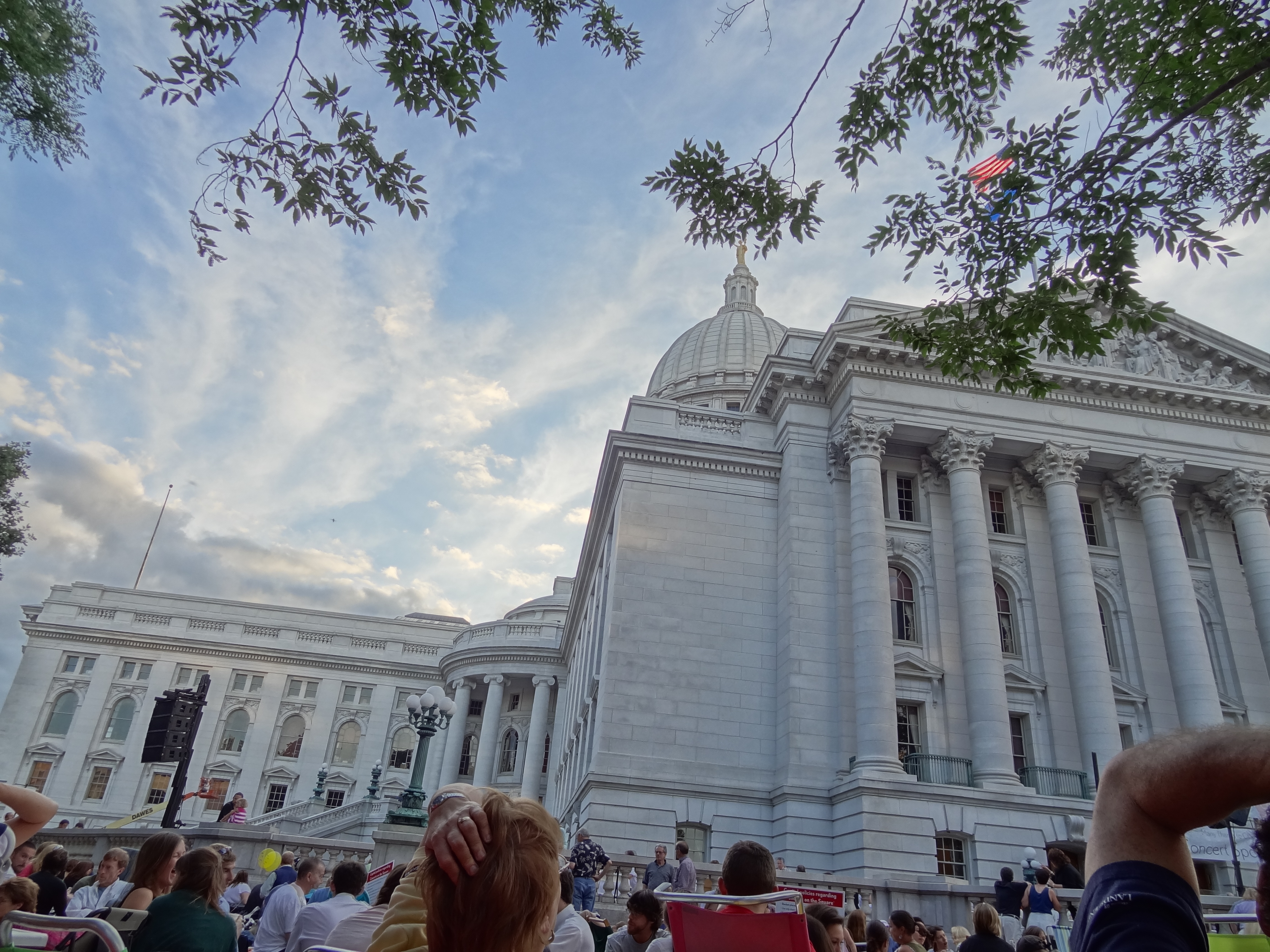
Côté est durant les Concerts on the Square (en)
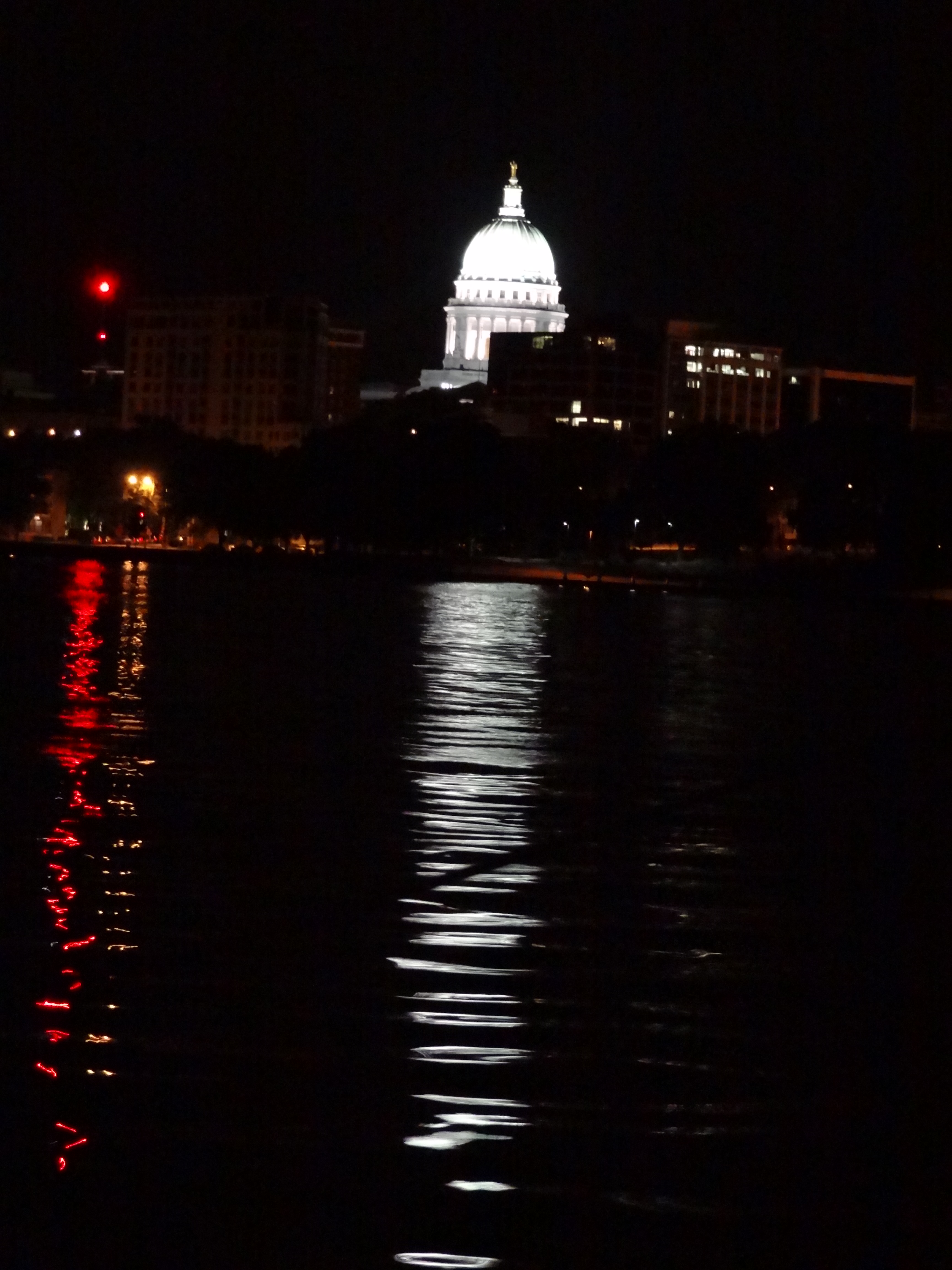
Capitole depuis le lac Mendota
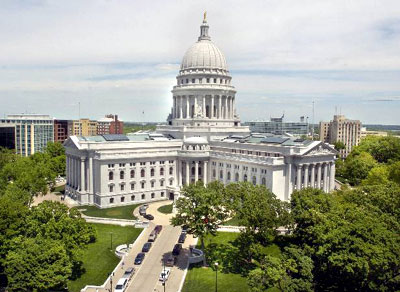